# Nonchaloir
Nonchaloir (Repose) est un tableau réalisé par John Singer Sargent en 1911 et actuellement conservé à la National Gallery of Art de Washington D. C.

## Présentation
Cette huile sur toile (63,8 × 76,2 cm) se trouve à la National Gallery of Art depuis 1948. Elle provient de la collection de Curt H. Relsinger.

Dans les années 1900, malgré son succès en tant que portraitiste des dernières années de la période victorienne, Sargent se détache des conventions picturales afin d'expérimenter des formes nouvelles, plus imaginatives. La femme qui se repose sur le sofa est sa propre nièce, Rose-Marie Ormond (1893-1918), fille de Mrs Francis Ormond et plus tard mariée à Robert Michel,. Ce portrait, loin d'être traditionnel, montre Rose-Marie dans une attitude alanguie, rêveuse, comme une silhouette presque anonyme.

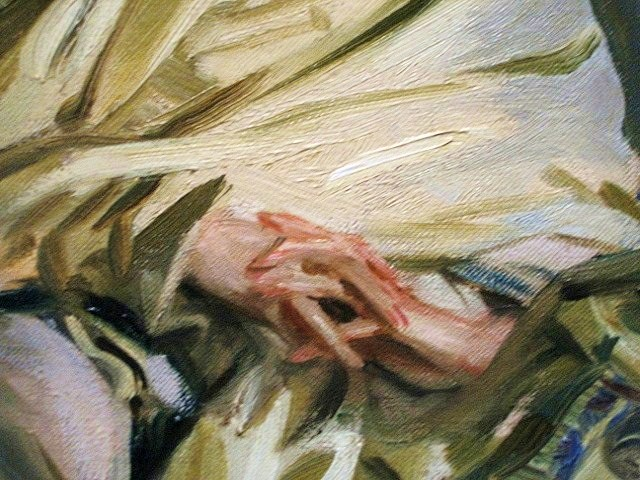
Détail des mains

Sargent a peint d'autres portraits de Rose-Marie, dont The Black Brook vers 1908.